# Ersättningsvara
En ersättningsvara, omleverans eller en annan vara är en vara som en köpare erhåller i stället för den beställda varan. Ersättningsvaran ska i normalfallet vara en likvärdig vara. I konsumenträtt avses med en ersättningsvara även den vara en köpare kan erhålla vid fel på den köpta varan, till exempel vid garantiärenden.
Begreppet ersättningsvara används även i tullsammanhang när import sker av en vara som ersätter en vara som exporterats för reparation.